# 夜の訪問者 (映画)
『夜の訪問者』（よるのほうもんしゃ、原題: De la part des copains, 米題: Cold Sweat）は1970年のイタリア・フランスのサスペンス映画。
監督はテレンス・ヤング、出演はチャールズ・ブロンソンとリヴ・ウルマンなど。
リチャード・マシスンの1959年の小説『夜の訪問者』（Ride the Nightmare）を原作としている。

## ストーリー
フランスのマルセイユ。アメリカ人のジョーはクルーザーによる遊覧船業を営み妻子と穏やかに暮らしていた。パリ祭前夜の夜遅くにジョーの家に侵入し、彼を殴り倒す男。反撃したジョーは素手で男の首を折った。殺人を犯しながら警察に通報しないジョーを問い詰める妻のファビアン。
実はジョーはフランス外人部隊に所属していた若い頃に投獄され、脱獄した過去を隠して生きていた。死んだ男は脱獄仲間だったのだ。死体を捨てに行くジョーに同行するファビアン。だが、帰宅すると更に3人の脱獄仲間・ロス、カタンガ、ファウストがいた。
ジョーに借りを返せと迫るリーダーのロス。脱獄に成功した後、ジョーだけが逃走用の車で逃げたために、ロスたちは逮捕され長く収監されていたのだ。クルーザーを使って悪事に手を貸すよう迫られるジョー。
翌朝、カタンガと出航するジョー。沖でトルコ船から“積荷”を受け取るために、ジョーが検査なしで税関を通れるか確認する試験航海だった。もう１人の部下ファウストは、取り引き用の大金を運んで来るロスの愛人・モイラを迎えに空港に向かった。
カタンガを殴り、薬で眠らせて、ガールスカウトに参加している娘・ミシェルの保護に向かうジョー。だが、ミシェルは既に家に連れ帰られていた。空港に向かったジョーは、ファウストを気絶させてモイラを誘拐し、人里離れた小屋に監禁した。
ロスにモイラと金を隠したことを話し、妻と娘を開放するよう要求するジョー。ジョーに案内させ、ファビアン母娘も同行させて監禁場所に向かうロス。小屋の位置を教える前に、ジョーは妻子を車で帰したが、凶暴なカタンガが機関銃で車を撃って停めた。だが、その流れ弾でファウストが死に、ロスが重傷を負った。
出血が止まらないロスはファビアン母娘を人質に取り、ジョーとモイラが街から医者を連れてくることになった。ジョーが戻る前に力尽きたロスは死に際、ファビアンとミシェルを逃がすが、１人生き残ったカタンガが金を奪って追ってくる。
ファビアン母娘はジョーと合流したが、カタンガに捕まった。銃で脅され、クルーザーで沖の取り引き場所に向かう一同。操舵しながら信号拳銃を引き寄せたジョーはカタンガを撃つ。火だるまになったカタンガは金と共に海に消えた。港に戻ったジョーは妻と娘を連れ、パリ祭の人ごみに消えていった。

## キャスト
| 役名                       | 俳優                     | 日本語吹替                         | 日本語吹替                                                                                              | 日本語吹替 |
| 役名                       | 俳優                     | TBS版                              | 日本テレビ版                                                                                            | ？版       |
| -------------------------- | ------------------------ | ---------------------------------- | --- | ---------- |
| ジョー・マーティン         | チャールズ・ブロンソン   | 瑳川哲朗                           | 大塚周夫                                                                                                |            |
| ファビエンヌ・マーティン   | リヴ・ウルマン           | 中西妙子                           | 武藤礼子                                                                                                |            |
| ロス                       | ジェームズ・メイソン     | 早野寿郎                           | 鈴木瑞穂                                                                                                |            |
| モイラ                     | ジル・アイアランド       | 小沢紗季子                         | 有馬瑞子                                                                                                | 小原乃梨子 |
| カタンガ                   | ジャン・トパール         | 江角英明                           | 山内雅人                                                                                                |            |
| ファウスト                 | ルイジ・ピスティッリ     |                                    | 青野武                                                                                                  |            |
| ホワイティ（ヴァーモント） | ミシェル・コンスタンタン |                                    | 加藤精三                                                                                                |            |
| ミシェール・マーティン     | ヤニック・ド・リュール   |                                    | 市原由美子                                                                                              |            |
| 不明 その他                |                          |                                    | 村松康雄 峰恵研 小島敏彦 馬場はるみ 秋元羊介 国坂伸 亀井三郎 松岡文雄 浅井淑子 水島裕 土井美加 円福恵子 |            |
|                            |                          |                                    | |            |
| 演出                       | 演出                     |                                    | 長野武二郎                                                                                              |            |
| 翻訳                       | 翻訳                     |                                    | 古田由紀子                                                                                              |            |
| 効果                       |                          |                                    | |            |
| 調整                       |                          |                                    | |            |
| 制作                       | 制作                     |                                    | コスモプロモーション                                                                                    |            |
| 解説                       | 解説                     | 荻昌弘                             | 水野晴郎                                                                                                |            |
| 初回放送                   | 初回放送                 | 1973年10月1日 『月曜ロードショー』 | 1978年11月28日 『水曜ロードショー』                                                                     |            |

※日本テレビ版吹替はIVCより発売のニュープリント版DVD、KADOKAWAから発売のBDに収録

## スタッフ
- 監督：テレンス・ヤング
- 製作：ロベール・ドルフマン（フランス語版）
- 脚本：ドロシア・ベネット（英語版）、ジョー・アイシンガー（英語版）、シモン・ウィンセルベルグ（英語版）、アルベール・シモナン
- 原作：リチャード・マシスン
- 撮影：ジャン・ラビエ（フランス語版）
- 音楽：ミシェル・マーニュ
- 美術：トニー・ローマン
- 編集：ジョニー・ドワイア

日本語版スタッフ
- 字幕版
  - 字幕：落合寿和